# Ванєєв Сергій В'ячеславович
Сергій В'ячеславович Ванєєв (рос. Сергей Вячеславович Ванеев; 8 березня 2002, Няндома, Росія — 6 грудня 2023, Україна) — російський військовик, рядовий ЗС РФ.

## Біографія
У вересні 2022 року був призваний в ЗС РФ і призначений в 200-му окрему моторизовану бригаду. Учасник вторгнення в Україну. 5 грудня 2023 року був важко поранений і наступного дня помер.

## Нагороди
- Медаль
- Звання «Герой Російської Федерації» (22 лютого 2024, посмертно) — «за мужність і героїзм, проявлені під час виконання військового обов'язку.» 22 липня медаль «Золота зірка» була передана рідним Ванєєва губернатором Архангельської області Олександром Цибульським.